# Людовик XVIII
Людо́вик XVIII (фр. Louis XVIII), Луи-Станислас-Ксавье (фр. Louis Stanislas Xavier; 17 ноября 1755[…], Версаль — 16 сентября 1824[…], Тюильри, I округ Парижа) — король Франции в 1814—1824 годах (де-юре с 1795 года), с перерывом в 1815 году, брат Людовика XVI, носивший во время его царствования титул графа Прованского (фр. comte de Provence) и почётное именование Месье (фр. Monsieur), а потом, во время эмиграции, принявший титул графа де Лилль. Занял престол в результате Реставрации Бурбонов, последовавшей за свержением Наполеона I. Людовик был последним монархом Франции, который не был свергнут в результате революции (короли Карл X, Луи-Филипп I и император Наполеон III были свергнуты). Предпринял поход в Испанию (1823) для укрепления законности.

## До революции

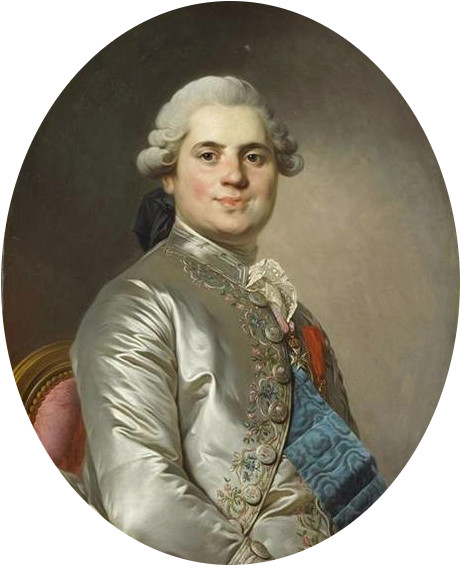
Людовик Прованский в 1778 году

Второе имя, Станислав, граф Прованский получил по имени своего прадеда Станислава Лещинского. После смерти отца, дофина Людовика Фердинанда, в 1765 году стал вторым в линии наследования престола. В возрасте 15 лет (16 апреля 1771 года) женился на 17-летней Марии-Жозефине Савойской; детей не имел (по некоторым данным, этот брак был вообще фиктивным). После брака ему были присвоены более высокие титулы герцога Анжуйского и Вандомского, но он и в дальнейшем был известен преимущественно как граф Прованский.
После кончины своего деда Людовика XV в 1774 году, и до рождения племянника Людовика Жозефа в 1781 году, граф Прованский был наследником своего старшего брата Людовика XVI. Вёл при его дворе относительно скромную жизнь.

## Глава эмиграции (1791—1814)
В 1791 году он бежал за границу одновременно с Людовиком XVI, но, в отличие от него, удачно. Организовывал бегство Безиад, его доверенное лицо, ставший ему также товарищем по ссылке. С тех пор он жил то в Брюсселе, то в Кобленце, то в Вероне, то в Бланкенбурге, то в Митаве, то в Варшаве, то снова в Митаве, изгоняемый по требованию французского правительства или принимаемый вследствие враждебных отношений с ним: так, Россия приняла его в 1797 году, изгнала в 1801 году, снова приняла в 1805 году и вновь изгнала после Тильзитского мира.
После получения известия о смерти во Франции своего малолетнего племянника, Людовика XVII, в 1795 году провозгласил себя, как старший в династии, королём Франции под именем Людовика XVIII.
После короткого пребывания в Швеции Людовик поселился наконец в Англии, купил замок Хартвелл (в графстве Бакингемшир) и выжидал исхода событий. Хотя он и был признанным главой эмиграции, но не обладал ни энергией, ни предприимчивостью, необходимыми в таком положении: даже физически он был крайне неповоротлив вследствие своей чрезмерной тучности; лишь с большой неохотой, вынужденный окружающими, он дважды, в 1792 и 1796 году, ненадолго принял участие в военных действиях. Предоставляя активную роль более энергичному своему брату, графу д’Артуа, он по временам издавал манифесты (в основном, впрочем, им только подписанные), которыми напоминал Европе о своём существовании.
В 1800 году он обратился к консулу Бонапарту с наивным письмом, в котором говорил: «возвратите Франции её короля, и будущие поколения будут благословлять ваше имя». Он решительно и твёрдо отказался от пенсии в 2 млн франков, которую ему предложил Бонапарт за отказ от притязаний на престол. Но принимал денежную помощь от других, в том числе 300 тысяч франков от семьи Лавалей, проживающих в России, за что в 1814 году наградил Ивана Степановича, главу семьи, французским титулом графа, переходящим на всех его потомков. От прочих эмигрантов он отличался тем, что был способен извлекать уроки из событий — он понял, что полное возвращение к прошлому немыслимо, пребывание в Англии убедило его в совместимости монархии с конституционным режимом. Мягкость и уступчивость характера, которыми он походил на своего старшего брата, толкали его на конституционную дорогу, но слабость и нерешительность, которыми он напоминал его же, мешали ему последовательно её держаться.

## Начало царствования. Конституционные реформы (1814—1815)

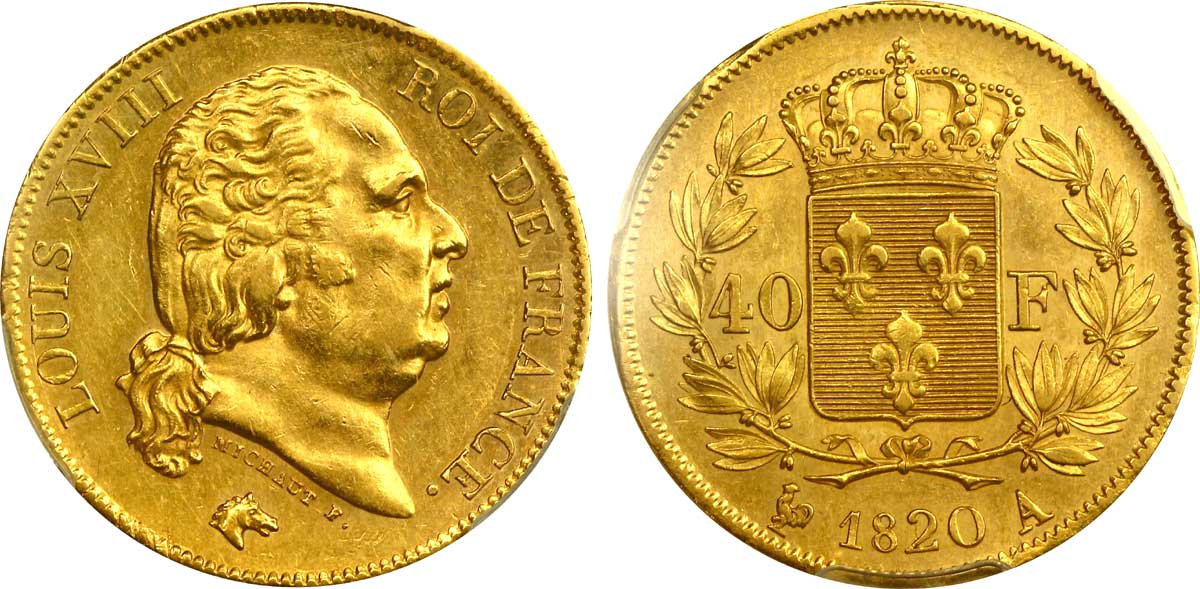
40 золотых франков с изображением Людовика XVIII

Когда сенат 6 апреля 1814 года провозгласил реставрацию Бурбонов и конституционный режим, Людовик отказался признать конституцию как созданную слугами узурпатора. Только после усиленных настояний императора Александра I, заявившего, что, пока Людовик не даст формального обещания ввести конституционные порядки, он, Александр, не допустит его въезда в Париж, Людовик подписал составленную Талейраном Сент-Уанскую декларацию с обещанием конституции и торжественно въехал в Париж 3 мая 1814 года. 
27 мая была подписана Конституционная хартия 1814 года, но тотчас же, несмотря на всё желание Людовика держаться её, начались грубые её нарушения: приверженцы императора и республики, а также протестанты преследовались, свобода печати существовала только номинально.

## «Сто дней» Наполеона и возвращение к власти (1815—1824)
При известии о высадке Наполеона («Сто дней») Людовик издал прокламацию, в которой вновь обещал соблюдать хартию, и поспешно бежал из Парижа. После битвы при Ватерлоо он вернулся под охраной герцога Веллингтона в Париж и в новой прокламации подтвердил своё обещание, а также объявил всеобщую амнистию, из которой, однако, были исключены «все изменники и виновники вторичного воцарения Наполеона»; затем последовали смертные казни (был расстрелян маршал Мишель Ней), изгнания бонапартистов, «цареубийц» и вообще республиканцев из Франции, конфискации имущества и тому подобные меры. Сам Людовик не сочувствовал подобным крайностям, но не противился им, и реакционный террор продолжался около года.
После окончательной коронации (Людовик XVIII, последний реально царствовавший король Франции с этим именем, вступил на престол (1814) ровно через 1000 лет после франкского императора Людовика I Благочестивого (814), с которого вели нумерацию его французские тёзки), префект парижской полиции Паскье подарил Людовику изящно переплетённый том с неполным списком агентов полиции с 1790 года; позднее Паскье смог стать министром иностранных дел (1819—1821). 
Впоследствии последовали несколько лет умеренно-либерального управления (см. Ришельё, Деказ), после убийства герцога Беррийского опять уступившего место реакции (см. Виллель).
Людовик в последние годы жизни страдал тяжёлой подагрой и практически был прикован к креслу. Он умер от гангрены обеих ног и стал последним французским монархом, погребенным в базилике Сен-Дени.
Преемником бездетного монарха стал младший брат, 67-летний Карл X. Это была единственная вполне регулярная смена власти во Франции на протяжении всего XIX века (до 1871 года смена власти сопровождалась тем или иным переворотом, а затем ни один президент Французской республики с 1871 до 1906 года не пробыл на посту до конца срока).
5 марта 1800 года был награждён орденом Св. Андрея Первозванного.

## В кино
- «Сиротки бури[англ.]»  (США, 1921) — актёр Ли Колмар[англ.]
- «Наполеон на острове Святой Елены[нем.]» (немой, Германия, 1929) — актёр Альберт Флорат[нем.]
- «Граф Монте-Кристо (фильм, 1934)» (США) — актёр Фердинанд Мунье
- «Сто дней[англ.]» (Германия, Италия, 1935) — актёр Эрнст Легаль[нем.]
- «Майское поле» (Италия, 1936) — актёр Эрнесто Марини
- «Мария-Антуанетта» (1938) — актёр Альберт Деккер
- «Вернемся на Елисейские поля[фр.]» (Франция, 1938) — актёр Филипп Ришар
- «Удивительная судьба Дезире Клари[фр.]» (Франция, 1942) — актёр Гастон Могер[фр.]
- «Хромой дьявол» (Франция, 1948) — актёр Генри Лаверн[фр.]
- «Граф Монте-Кристо» (Франция, 1954) — актёр Жан Темерсон
- «Наполеон: Путь к вершине» (1955) — актёр Люсьен Бару[фр.]
- «Мария-Антуанетта — королева Франции» (1956) — актёр Жак Бержерак
- «Ватерлоо» (1970) — актёр Орсон Уэллс
- «Прощай, моя королева» (2012) — актёр Грегори Гадебуа

## В художественной литературе
- Александр Дюма. «Шевалье де Сент-Эрмин»
- Александр Дюма. «Граф Монте-Кристо»